# Adam Bede (film)
Adam Bede er en britisk stumfilm fra 1918 instrueret af Maurice Elvey og med
med Bransby Williams, Ivy Close og Malvina Longfellow i hovedrollerne.
Filmen er en filmatisering af George Eliots roman Adam Bede fra 1859.